# مرده و لعنتی ۲
مرده و لعنتی ۲ (انگلیسی: The Dead and the Damned 2) فیلمی در ژانر ترسناک است که در سال ۲۰۱۴ منتشر شد.